# Ataman, Henicesk
Ataman (în ucraineană Атамань) este un sat în comuna Cionhar din raionul Henicesk, regiunea Herson, Ucraina.

## Demografie
Componența lingvistică a localității Ataman
     Ucraineană (69,5%)
     Rusă (27,27%)
Conform recensământului din 2001, majoritatea populației localității Ataman era vorbitoare de ucraineană (69,5%), existând în minoritate și vorbitori de rusă (27,27%).